# Ринограденции

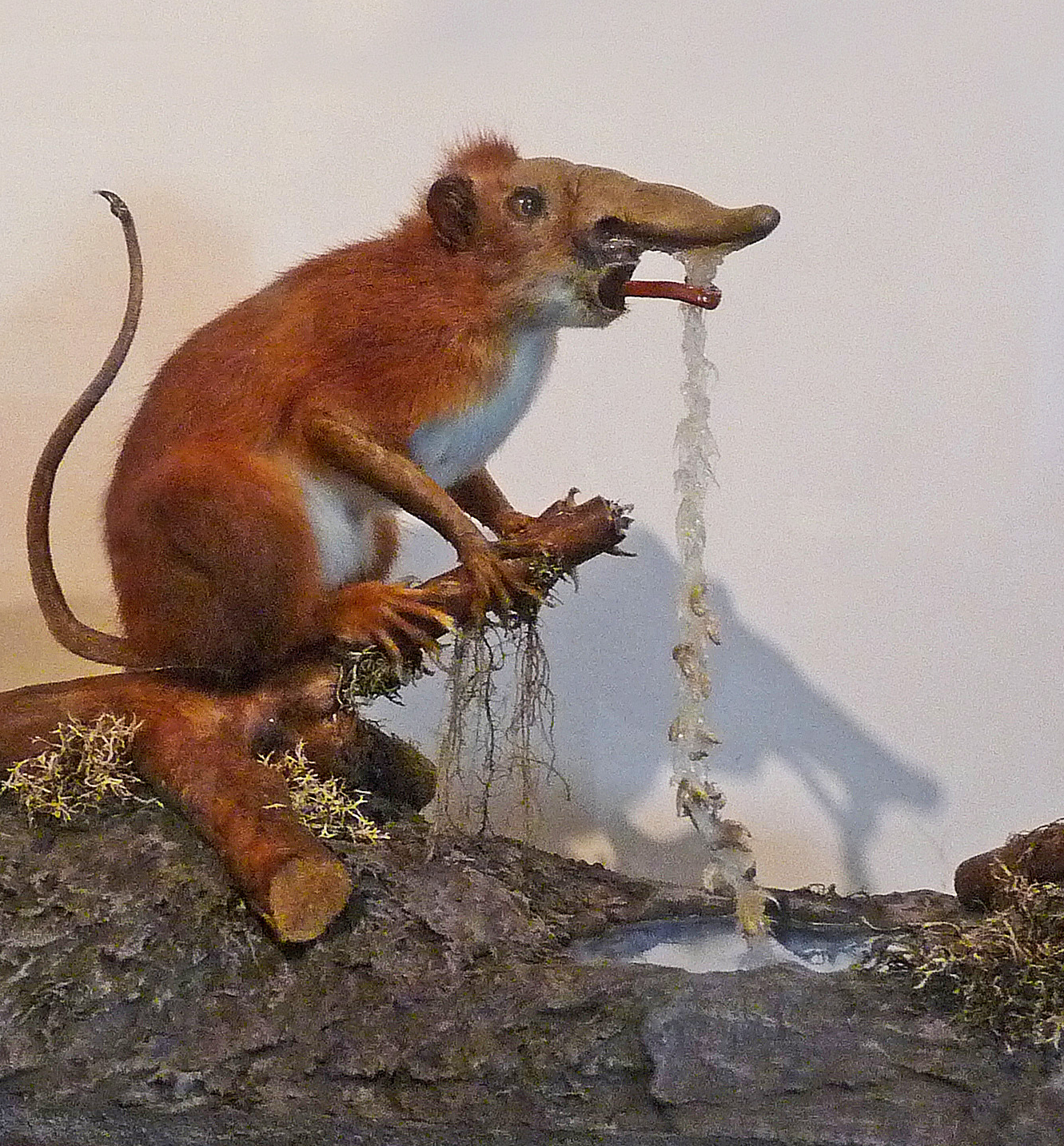
Фиктивное чучело одного из представителей отряда из зоологического музея Страсбурга.

Ринограденции (лат. Rhinogradentia) — вымышленный отряд млекопитающих, описанный также вымышленным немецким натуралистом Харальдом Штюмпке (нем. Harald Stümpke). Наиболее примечательной особенностью представителей отряда был nasorium — орган, происходящий от носа предков, который по-разному развивался у разных его представителей, чтобы выполнять все мыслимые функции.
Как животные, так и учёный были творениями Герольфа Штайнера, зоолога, профессора университета Карлсруэ, который почерпнул вдохновение из стихотворения Христиана Моргенштерна. Фиктивное чучело представителя отряда выставлено в зоологическом музее Страсбурга.
Согласно книге «Строение и жизнь ринограденций» (нем. «Bau und Leben der Rhinogradentia»), якобы написанной Штюмпке, замечательное разнообразие отряда было естественным результатом эволюции, проходившей в течение миллионов лет на отдалённых островах Хиддудифи в Тихом океане (они также являются вымышленными). Все 14 семейств и 189 известных видов произошли от небольших животных, подобных землеройкам, которые постепенно эволюционировали и диверсифицировались, чтобы заполнить большую часть экологических ниш в архипелаге — от крошечных червеобразных существ до крупных травоядных и хищников.
Многие ринограденции использовали свой нос для передвижения: например, подобные землеройкам Hopsorrhinus aureus, которые использовали свой nasorium для прыжков, и Otopteryx, который летел назад хлопая ушами и использовал свой нос в качестве руля. Другие виды включали в себя свирепого Tyrannonasus imperator и волосатых Mammontops.
По книге Штюмпке, ринограденции были обнаружены на главном острове архипелага Хиддудифи в 1941 году шведским исследователем Эйнаром Петтерссон-Скамтквистом, когда он высадился на острове во время попытки побега (так как был шпионом во время Второй мировой). В конце 1950-х в результате испытания атомной бомбы остров внезапно погрузился в океан. Таким образом, погибли все следы ринограденций, их уникальные экосистемы и все в мире специалисты по этой теме, поскольку они проводили на острове свой съезд в это время.
Хотя первым широко доступным источником информации об этих существах была книга Штюмпке (1957), раннее упоминание о них встречается в поэме Кристиана Моргенштерна Das Nasobem (1905).
Штюмпке описывает следующие роды ринограденций:
Archirrhinos Rhinolimacius Emunctator Dulcicauda 

Columnifax Rhinotaenia Rhinosiphonia Rhinostentor

Rhinotalpa Enterorrhinus Holorrhinus Remanonasus

Phyllohoppla Hopsorrhinus Mercatorrhinus Otopteryx

Orchidiopsis Liliopsis Nasobema Stella

Tyrannonasus Eledonopsis Hexanthus Cephalanthus

Mammontops Phinochilopus Larvanasus Rhizoidonasus

Nudirhinus
В 1963 году рефераты на книгу «Строение и жизнь ринограденций» были напечатаны на русском языке в журналах «Наука и жизнь» № 4, «Наука и техника» № 8.